# FBXW5
FBXW5‏ (F-box and WD repeat domain containing 5) هوَ بروتين يُشَفر بواسطة جين FBXW5 في الإنسان.